# جوزيف فوستر
جوزيف فوستر (بالإنجليزية: Joseph Foster)‏ هو محامي وسياسي أمريكي، ولد في 10 يونيو 1959 في بكبسي في الولايات المتحدة. حزبياً، نشط في الحزب الديمقراطي. وقد انتخب عضو مجلس ولاية نيوهامبشير.